# Linda Helterhoff
Linda Helterhoff (* 26. November 1992 in Dresden) ist eine deutsche Volleyballspielerin.

## Karriere
Helterhoff begann ihre Karriere beim SV Motor Mickten-Dresden. Von dort kam sie zum VC Olympia Dresden. 2009 wechselte sie mit einem Doppelspielrecht zum Bundesligisten Dresdner SC. 2010 wurde sie deutsche U20-Meisterin. Noch größere Erfolge feierte sie in ihrer ersten Saison mit dem DSC. Die Mannschaft gewann mit Helterhoff den DVV-Pokal und im Finale vor heimischem Publikum den Challenge Cup. 2011 unterbrach die Zuspielerin ihre Karriere, um sich auf das Ende ihrer Ausbildung zu konzentrieren. Als die Fighting Kangaroos Chemnitz im Dezember 2012 einen Ersatz für die verletzte Pia Walkenhorst suchten, kehrte sie zurück. 2013 wurde Helterhoff vom deutschen Bundesligisten Rote Raben Vilsbiburg verpflichtet. Mit Vilsbiburg erreichte sie das Achtelfinale im CEV-Pokal. Im März 2014 gewann sie mit den Roten Raben den DVV-Pokal.